# Kerekes György (történész)
Kerekes György (Nyíregyháza, 1870. április 3. – Kassa, 1947) tanár, gazdaságtörténész.

## Élete
Az egri tanárképző intézet elvégzése után a homonnai felsőkereskedelmi iskola magyar nyelv- és történelemtanára, majd igazgatója lett.
Az 1896-ban megjelent Történelem közgazdasági alapon volt az első gazdaságtörténeti alapon írott magyarországi középiskolai tankönyv. 1920-1930 között Kassán szerkesztette a Kelet-szlovákiai magyar kisiparosok és kereskedők érdekvédelmi szervezetének hetilapját, a Közérdeket.

## Művei
- 1896 A kereskedelem története. Budapest.
- 1901 Régi magyar törvények közgazdasági vonatkozásai 1000–1526-ig. Budapest.
- 1901 Vajda János élete és munkái. Budapest. Online
- 1903 Képes kereskedelemtörténet, különös tekintettel Magyarországra. Budapest.
- 1907 Magyarország kereskedelmének fejlődése. Budapest.
- 1912 Kassa városgazdálkodási viszonyai a 17. században. Budapest.
- 1913 A kassai kereskedők életéből harmadfélszázad 1687–1913. Budapest. Online
- 1914 Polgárosztály kifejlődésének nehézségei a 17. században. Budapest.
- 1940 Polgári társadalmunk a XVII. században. Kassa.
- 1943 Bethlen Gábor fejedelem Kassán. Kassa.